# NGC 3184
NGC 3184 est une galaxie spirale intermédiaire relativement rapprochée et située dans la constellation de la Grande Ourse. Sa vitesse par rapport au fond diffus cosmologique est de 821 ± 17 km/s, ce qui correspond à une distance de Hubble de 12,1 ± 0,9 Mpc (∼39,5 millions d'al). NGC 3184 a été découverte par l'astronome germano-britannique William Herschel en 1787.

## Caractéristiques
Sa vitesse par rapport au fond diffus cosmologique est de 821 ± 17 km/s, ce qui correspond à une distance de Hubble de 12,1 ± 0,9 Mpc (∼39,5 millions d'al).
La classe de luminosité de NGC 3184 est III-IV et elle présente une large raie HI. Elle renferme également des régions d'hydrogène ionisé. NGC 3180 et NGC 3181 sont d'ailleurs deux de ces régions d'hydrogène ionisé.
En raison d'une brillance de surface égale à 14,04 mag/am2, on peut qualifier NGC 3184 de galaxie à faible brillance de surface (LSB en anglais pour low surface brightness). Les galaxies LSB sont des galaxies diffuses (D) avec une brillance de surface inférieure de moins d'une magnitude à celle du ciel nocturne ambiant.
La luminosité de la galaxie NGC 3184 dans l'infrarouge lointain (de 40 à 400 µm)  est égale à 5,25 × 109 {\displaystyle L_{\odot }} (109,72{\displaystyle L_{\odot }}) et sa luminosité totale dans l'infrarouge (de 8 à 1 000 µm) est de 6,31 × 109 {\displaystyle L_{\odot }} (109,80{\displaystyle L_{\odot }}).
À ce jour, 22 mesures non basées sur le décalage vers le rouge (redshift) donnent une distance de 12,268 ± 2,186 Mpc (∼40 millions d'al), ce qui est presque égale à la distance de Hubble.

## Morphologie
NGC 3184 a été utilisée par Gérard de Vaucouleurs comme une galaxie de type morphologique SAB(rs)c pec dans son atlas des galaxies,.

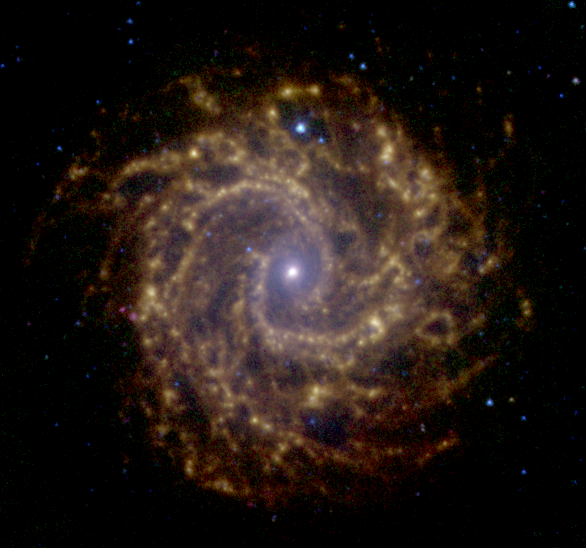
NGC 3184 en infrarouge par télescope spatial Spitzer aux longueurs d'onde de 3,6, de 5,8 et de 8,0 micromètres.

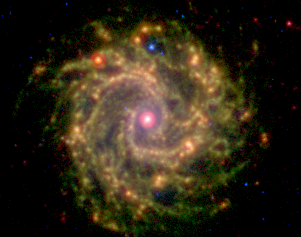
NGC 3184 en infrarouge par télescope spatial Spitzer aux longueurs d'onde de 3,6, de 8,0 et de 24 micromètres.

## Supernova
Six supernovas ont été découvertes dans NGC 3184 : SN 1921B, SN 1921C, SN 1937F, SN 1999gi et SN 2010dn et SN 2016bkv.

### SN 1921B
Cette supernova a été découverte le 6 avril 1921 par l'astrophysicien américano-suisse Fritz Zwicky. Cette supernova était de type II.

### SN 1921C
Cette supernova a été découverte le 5 décembre 1921 par un dénommé Jones. Cette supernova était de type I ?.

### SN 1937F
Cette supernova a été découverte le 9 décembre 1937 par l'astrophysicien américano-suisse Fritz Zwicky. Cette supernova était de type IIP.

### SN 1999gi
Cette supernova a été découverte le 9 décembre 1999 par l'astronome amateur japonaise Reiki Kushida. Cette supernova était de type IIP.

### SN 2010dn
Cette supernova apparente a été découverte le 31 mai 2010 à Yamagata au Japon par l'astronome japonais Koichi Itagaki. Cette observation d'un nouveau point brillant n'était cependant pas une supernova. Il semble qu'il provenait d'une étoile variable lumineuse bleue,.

### SN 2016 bkv
Cette supernova a été découverte le 21 mars 2016 par l'astronome japonais Koichi Itagaki. Cette supernova était de type II.